# Universitaire Sportvereniging Volleybal 2018-2019 (femminile)
Questa voce raccoglie le informazioni riguardanti l'Universitaire Sportvereniging Volleybal nelle competizioni ufficiali della stagione 2017-2018.

## Organigramma societario
Area direttiva
- Presidente: Sebastiaan van Schouten

Area organizzativa
- Team manager: Gertjan Muis
- Coordinatore: Anouk van Geenen

Area tecnica
- Allenatore: Frank van Rooijen
- Assistente allenatore: Sebastiaan de Paula, Mark Roper
- Scoutman: Bram Brouwer, Jelmer Lubberts

Area comunicazione
- Ufficio stampa: Gertjan Muis

Area sanitaria
- Medico: Hetty Ackermans
- Massaggiatore: Hetty Ackermans
- Fisioterapista: Peter de Jong, Frank Schoonderbeek

## Rosa
| N° | Nome               | Ruolo | Data di nascita | Nazionalità sportiva |
| -- | ------------------ | ----- | --------------- | -------------------- |
| 1  | Rianne Stok        | L     | 19 aprile 2000  | Paesi Bassi          |
| 2  | Sophie ten Asbroek | O     | 1º aprile 1996  | Paesi Bassi          |
| 3  | Lisa de Groes      | P     | 30 aprile 1997  | Paesi Bassi          |
| 4  | Anne Rongen        | P     | 1996            | Paesi Bassi          |
| 5  | Isabel Kuhel       | C     | 1993            | Stati Uniti          |
| 6  | Desiree Nouwen     | S     | 7 aprile 1988   | Paesi Bassi          |
| 7  | Saskia Bos         | S     | 3 maggio 1990   | Paesi Bassi          |
| 8  | Kelly Ackermans    | S     | 18 luglio 1992  | Paesi Bassi          |
| 9  | Marly Bak          | S/O   | 2 giugno 1995   | Paesi Bassi          |
| 10 | Sanne Kruis        | C     | 1995            | Paesi Bassi          |
| 13 | Lisan Kok          | C     | 11 ottobre 1995 | Paesi Bassi          |
| 14 | Taraymie Bleijert  | S/O   | 13 aprile 1989  | Paesi Bassi          |